# Oda za praznik svete Cecilije (Händel)
Oda za praznik svete Cecilije je glasbeno delo Georga Friedricha Händla, znana tudi v priredbi Wolfganga Amadeusa Mozarta, KV. 592.
Okviren čas trajanja: 50 minut.
22. novembra praznuje god sveta Cecilija, zavetnica cerkvene glasbe in glasbenikov. V Angliji se je ustalila navada, da so na njen praznik prirejali svečane koncerte, na katerih so izvajali uglasbitve njej namenjenih hvalnic. Lepo delo na to temo je že pred Händlom skomponiral Henry Purcell. Leta 1690 je angleški pesnik in dramatik iz obdobja restavracije John Dryden napisal hvalnico sv. Ceciliji, v kateri obnavlja staro pitagorejsko prepričanje, je glasba izraz prvinske harmonije, po kateri je bil ustvarjen svet. Leta 1739 je Drydenovo odo uglasbil Händel in izvedli so jo v Londonu prav na dan sv. Cecilije. 
Na Dunaju je v Mozartovem času Händlovo posmrtno slavo vneto razširjal prefekt cesarske knjižnice vitez Gottfried van Swieten, tisti mož, ki je kot cesarski poslanik v Berlinu podpiral Philippa Emmanuela Bacha, v osemdesetih letih osemnajstega stoletja pa je bil eden najširokosrčnejših podpornikov W. A. Mozarta. Van Swieten je vpeljal oratorijske koncerte na Dunaju ter z nekaj somišljeniki ustanovil akademijo, ki je v zimski sezoni prirejala koncerte po dunajskih plemiških palačah. Mozart je za van Swietnovo akademijo redno prirejal skladbe - to je bil eden njegovih redkih rednih in zanesljivih virov dohodka. Tako so nastale njegove priredbe oratorijev Mesija in Juda Makabejec ter opere Acis in Galateja in kantate Alexander Fest. 
Julija leta 1790 je Mozart Swietena prav naglo priredil Odo sv. Ceciliji. Händlovega izvirnega zapisa ni mnogo spreminjal, le ostre baročne trobente je v najvišjih legah nadomestil z visokimi pihali, orgle (ki jih v plemiških hišah ni bilo) pa nadomešča steklena harmonika (glassharmonika) - ta inštrument, ki ga  1763 izumil Benjamin Franklin, je bil s svojim prodornim, eteričnim zvokom ob koncu 18. stoletja v veliki modi. Sestavljen je iz steklenih čaš, ki se vrtijo in je treba obnje drgniti ovlažen prst ali vodilo, da zazvenijo. Ni znano, ali je v Odi sv. Ceciliji v resnici Mozart predpisal uporabo steklene harmonike. Bolj verjetno je da se je zadovoljil s portativom in je harmoniko vnesel v partituro van Swieten ob izvedbi Ode leta 1793. Tedaj je namreč vzel za virtuoza na stekleni harmoniki Karla Leopolda Roelliga. 
V začetku 19. stoletja so podvomili, da je partitura Ode sv. Ceciliji, ki so jo izvajali na prireditvah van Swietnove akademije, zares Mozartovo delo, zato je niso natisnili vse do leta 1882. 